# Зангезурський повіт

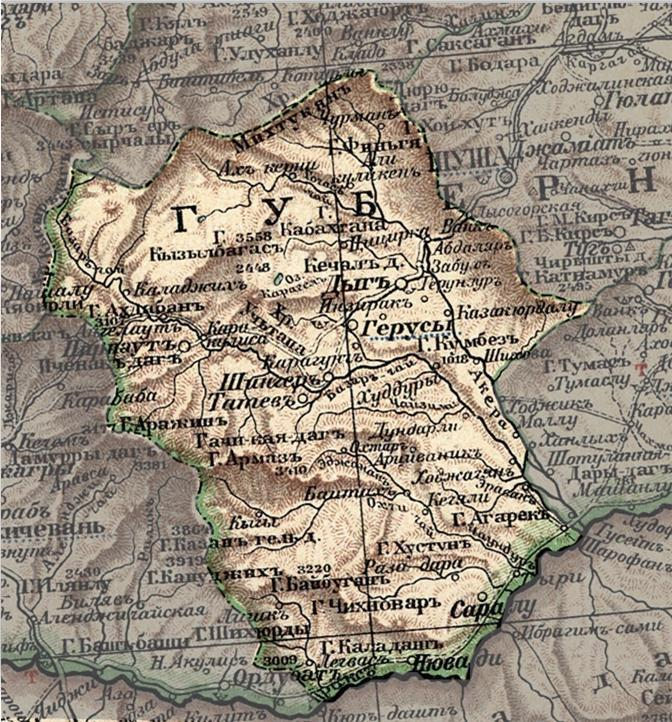
Зангезурський повіт

Зангезурський повіт - адміністративна одиниця в складі Елізаветпольської губернії. Центр - селище Горіс. 

## Адміністративний поділ
Поверхня Зангезурського повіту була в основному гористою з скелястими хребтами і гірськими ланцюгами з безліччю малодоступних ущелин і улоговин. Гори належать до південно-східного закінчення нагір'я Малого Кавказу. Найвища точка - гора Капуджі, яка сягала до 12855 фт.. Весь повіт нахилений на південь, до Араксу, куди прямували і зрошуючі повіт річки. Повіт належить до басейну Араксу і зрошувався кількома невеликими річками та струмками, такими як Бергушет, Чаундур-чай, Басут-чай, Мегрі-чай, Базар-чай, що беруть початок в горах і впадають зліва в Аракс. 
В даний час значна частина території Зангезурського повіту (4505 км²) займає в основному територію сучасної Сюнікської області Вірменії. Інша частина - Лачинський, Зангеланський і Кубатлінський райони - де-юре входить до складу Азербайджанської Республіки, але контролюються невизнаною Нагірно-Карабахською Республікою, як одна адміністративна одиниця - Кашатазький район. 

## Історія

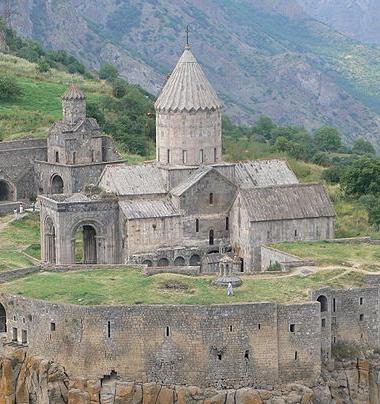
Татевський монастир. Собор святих апостолів Павла і Петра, побудований в 885 - 906 рр.

Територія в II-I століттях до н. е. частина Великої Вірменії династії Арташесідов, I-IV ст. династії Аршакідів, V-VII ст. частина марзпанської Вірменії, IX-XI ст. частина Вірменського царства Багратидів, a до кінця XII століття Сюнікське царства, в XIII-му початку XV століття тут правлять вірменські роди Орбелян і Хахбакян. 
Енциклопедичний словник Брокгауза і Єфрона повідомляє наступне про Зангезурський повіт: 
 З. п. у період панування вірмен становив частину провінції Сюнік (у персів - Сісакан), яким майже самостійно правили можновладні князі, які зберегли свою незалежність майже до кінця XII ст.. У XVIII ст. З. п. входив до складу Карабахського ханства. 
 У XVIII столітті поряд з Нагорним Карабахом один з центрів вірменської національно-визвольної боротьби возглавлявщім Давид Беком . У 1813 році Карабах був зайнятий російськими військами, і по Туркманчайського договором 1828 року кордоном між Росією і Персією стала річка Аракс. У п'ятдесятих роках ці території входили до складу Шемахінской і Ериванська губерній, в 60-х - Бакинської і Ериванська а з утворенням 25 лютого 1868 року Елізаветпольской губернії з частини Шушінского повіту Бакинської губернії і Ордубатского повіту Ериванська губернії був утворений Зангезурський повіт  . 
У XVIII столітті  Нагорний Карабах один із центрів вірменської національно-визвольної боротьби очолюваний Давід Беком. У 1813 році Карабах був зайнятий російськими військами, і за Туркманчайським договором 1828 року кордоном між Росією і Персією стала річка Аракс. У 1850-х роках ці території входили до складу Шемахінської і Еріванської губерній, в 60-х - Бакинської і Еріванської, а з утворенням 25 лютого 1868 року Елізаветпольської губернії з частини Шушінського повіту Бакинської губернії і Ордубатського повіту Еріванської губернії був утворений Зангезурський повіт. 

## Населення
В сімейних списках 1886 року в Зангезурському повіті налічувалося 123 997 чол. (68 560 чоловіків і 55 137 жінок). За переписом 1897 року в повіті налічувалося 142 064 чол. (77 074 чоловіків і 64 990 жінок).  
За даними перепису 1897 року в Зангезурському повіті, який охоплював територію сучасної Сюнікської області Вірменії і території сучасних Лачинського, Зангеланського і Кубатлінського районів Азербайджану, своєю рідною мовою вказали татарський (азербайджанський) - 71 206 чол., вірменський - 63 622 чол.
Населення повіту, яке складалося з вірмен, азербайджанців і курдів, в більшій частині було осіле, в меншій - напівкочівне (частина азербайджанців і курди), займалося землеробством, садівництвом, шовководством, скотарством, розробкою мідних руд і різними промислами. 
Зангезурський повіт налічував 5 мідних рудників - Катарський Мелік-Азарьянца, Катарський Мелік-Каракозова, Катарський Кондурових, Дашкесанський Сименсов, Аткізський Аматуні. 
Мідь із заводів Зангезурського повіту вивозилася на в'юках до міста Шуші, а звідти в фургонах до залізничної станції  Євлах. 
Населення створює 75 сільських громад з 326 селищ. Сіяли в основному пшеницю, ячмінь, просо, рис, бавовну, невелику кількість картоплі і т. п. 
У 1891 році в повіті було одна православна церква, одна розкольницька, 9 вірмено-григоріанських монастирів, 97 вірмено-григоріанських церков, 9 сунітських і 24 шиїтських мечеті. 
Демографія в 1890-х роках була така: 
|                           | число шлюбів | народжених </br> всього </br> чоловіків | народжених </br> всього </br> жінок | У тому числі народжених </br> незаконнорожд. </br> чоловіків | У тому числі народжених </br> незаконнорожд. </br> жінок | число померлих </br> чоловіків | число померлих </br> жінок | Прибуло або вибуло </br> чоловіків | Прибуло або вибуло </br> жінок | Прибуло або вибуло </br> обох статей |
| ------------------------- | ------------ | --------------------------------------- | ----------------------------------- | ------------------------------------------------------------ | -------------------------------------------------------- | ------------------------------ | -------------------------- | ---------------------------------- | ------------------------------ | ------------------------------------ |
| 1894                      | 926          | 1651                                    | 1211                                | 2                                                            | 1                                                        | 809                            | 542                        | 842                                | 669                            | 1511                                 |
| 1895                      | 927          | 2013                                    | 1472                                | -                                                            | -                                                        | 887                            | 648                        | 1126                               | 824                            | 1950                                 |
| 1896                      | 750          | 1937                                    | 1299                                | -                                                            | -                                                        | 862                            | 656                        | 1075                               | 643                            | 2348                                 |
| 1897                      | 784          | 1931                                    | 1448                                | 2                                                            | -                                                        | 926                            | 711                        | 1005                               | 737                            | 1742                                 |
| 1898                      | 736          | 1649                                    | 1198                                | -                                                            | 1                                                        | 1088                           | 803                        | 561                                | 395                            | 956                                  |
| Разом за 5 років          | 4124         | 9181                                    | 6628                                | 4                                                            | 2                                                        | 4572                           | 3360                       | 4609                               | 3268                           | 7877                                 |
| Середнє на рік            | 825          | 1836                                    | 1326                                | 1                                                            | -                                                        | 914                            | 672                        | 922                                | 654                            | 1575                                 |
| Середнє на рік на 1000 ж. | 5,8          | 12,9                                    | 9,3                                 | -                                                            | -                                                        | 6,4                            | 4,7                        | 6,5                                | 4,6                            | 11,1                                 |